# Nemacheilus jordanicus
Nemacheilus jordanicus là một loài cá vây tia thuộc họ Balitoridae. Loài này có ở Israel, Jordan, và Syria.
Môi trường sống tự nhiên của chúng là sông ngòi. Chúng hiện đang bị đe dọa vì mất môi trường sống.